# Zaunreiterin
Zaunreiterin war die erste unabhängige Frauenzeitschrift in der DDR. Sie erschien von 1989 bis 1995 in Leipzig und befasste sich mit den Rechten der Frauen in der DDR und in der Bundesrepublik Deutschland.

## Kontext
Mit dem Ende der DDR endete die Frauen- und Familienpolitik der DDR. Die Gleichberechtigung von Frauen und Männern hatte in der DDR seit 1949 Verfassungsrang. Alle Gesetze und Bestimmungen, die dem Gleichheitsgebot widersprachen, wurden im Gegensatz zur Bundesrepublik aufgehoben. Das Idealbild war die werktätige Frau, was jedoch häufig zu einer Doppelbelastung führte. Frauen in höheren beruflichen Positionen waren selten, dennoch konnten Frauen selbstständiger agieren als in der Bundesrepublik Deutschland. Anders als in der Bundesrepublik waren Ehescheidungen ohne Schuldzuweisung (bis 1976 rechtlich verankert) und ohne Ehegattenunterhalt und Schwangerschaftsabbrüche bis zur 12. Woche legal. Nach der Wende und friedlichen Revolution in der DDR schwand das, was das Selbstwertgefühl der Frauen infrage stellte. In diesem Kontext entstand die „Zaunreiterin als Vision einer weiblichen Gegenöffentlichkeit“.
In der Zaunreiterin reflektierten die Redakteurinnen die „Realität von Frauen in dieser Zeit des politischen Umbruchs“ und kritisierte das herrschende Frauenbild:

„Frau und Mann sind laut Verfassung der DDR vom 9.4.1968 gleichberechtigt. Davon ist für frau wenig spürbar. […] Dem Mutterschutz wurde keine bewußte Verantwortung der Väter für ihre Kinder zugesetzt. […] Frauen tragen den gesamten privaten Reproduktionsprozess. […] Es ist ganz klar, die Gleichberechtigung im alten Sinne hat uns Frauen eine große Menge mehr an Arbeit und Kraft abverlangt. Dazu sind wir nicht mehr bereit!“

Unter anderem ging es den Redakteurinnen um die Neuregelung der Haus- und Familienarbeit und um einen „Erfahrungsaustausch, der stärken soll“.
Vor 1989 hatte es in der DDR bereits Frauenzeitschriften gegeben, jedoch ohne ausgeprägten gesellschaftskritischen oder feministischen Anspruch: Es gab die Mode- und Kulturzeitschrift Sibylle, die Modezeitschrift Pramo und die Für Dich. Eine kritische Auseinandersetzung mit den ideologischen Wunschbildern der DDR-Regierungspartei SED und den tatsächlichen Erfahrungen der Frauen fand in diesen Magazinen nicht statt. Infolgedessen gründeten informelle Frauengruppen der nichtstaatlichen DDR-Frauenbewegung eigene Zeitschriften, wie zum Beispiel Lila Band, frau anders und Das Netz. In Ermangelung einer unabhängigen Öffentlichkeit in der DDR erschienen diese Publikationen im Schutz der Kirche in der DDR mit dem Schutzvermerk ‚nur für den innerkirchlichen Dienstgebrauch‘ in einer begrenzten Auflage. Die Redakteurinnen der Zaunreiterin legten jedoch Wert darauf, eine von der Kirche unabhängige Zeitung herausgeben zu wollen.
Die feministische Presse erlebte mit der ostdeutschen Frauenbewegung im Herbst 1989 eine Blütezeit. In den neuen Bundesländern erschien eine Vielzahl an feministischen Frauenzeitschriften. Dazu gehörten die Ypsilon in Berlin, die Eventuell des StudentInnenRates der Universität Leipzig, die Frauenseite von Petra Lux von 1990 bis 1991 in der Leipziger Wochenzeitung DAZ, ab 1992 die Weibblick des Unabhängigen Frauenverbands in Berlin, zwischen 1993 und 1996 die InFemme des Vereins KuKuC und zwischen 1994 und 2001 die LILITH – Zeitschrift aus Frauensicht in Halle (Saale).

## Erscheinen
Die Zaunreiterin gründete sich als Gruppe von sechs Frauen Ende 1988. Sie wollte die Samisdat-Zeitschrift GlasNot weiterführen. Zur GlasNot-Redaktion bestanden persönliche Kontakte. Zu Pfingsten 1989 stellten die zukünftigen Redakteurinnen ihr Zeitungsvorhaben beim 6. Frauengruppentreffen „Zwischen Aufbruch und Beharren“ in Jena vor. Der Arbeitstitel der Zeitschrift lautete Glashaus, in Anlehnung an den Titel der GlasNot.
Erst mit den revolutionären Umbrüchen im Herbst 1989 war es möglich, in der DDR freie Zeitungen herauszugeben. Im Oktober 1989 erschien die Nullnummer als doppelbedrucktes A4-Blatt. Im März 1990 erschien das erste Heft der Zaunreiterin in einer Auflage von 5000 Stück. Zaunreiterin war damit die erste unabhängige Frauenzeitschrift in der DDR. Keine der Frauen verfügte über eine journalistische Ausbildung oder entsprechende Vorerfahrungen. Eine der sechs Redakteurinnen gründete im April 1990 den Verlag Zaunreiterin – den ersten Frauenverlag in den neuen Bundesländern. Der Verkauf erfolgte über Abonnements, Straßenverkauf und in Geschäften. Die Redaktion konnte sich ab Ende 1990 im neu gegründete Frauenkulturzentrum treffen, dem ehemaligen Jugendklubhaus „Jörgen Schmidtchen“ in der Löbauer Straße 49 in Leipzig-Schönefeld.
Für die Herstellung der ersten Ausgabe gab es keine finanzielle Unterstützung oder die Hilfe eines Verlags. Die Frauen finanzierten die Herstellung und den Druck aus ihren eigenen privaten Mitteln. Erst als zu Beginn der 1990er Jahre westdeutsche Förder- und Vereinsstrukturen in den neuen Bundesländern Einzug hielten, war es möglich, finanzielle Mittel zu beantragen. „Nach der vierten Ausgabe bekamen wir über Fördermittel einen Computer. Damit war dann vieles im Layout, Korrekturen und überhaupt in allen Veränderungen, ganz anders möglich.“ (Christine Rietzke) Mit Hilfe von Arbeitsbeschaffungsmaßnahmen (ABM) wurden Personalstellen bezahlt.

## Titel
Das Wort Zaunreiterin (altnordisch tūnriða, mittelhochdeutsch zūnrīte, althochdeutsch hagzissa, hag(a)zus(sa)) beschreibt ein weibliches Wesen auf der Grenze (dem Zaun) zwischen den Welten, das zwischen Leben und Tod vermitteln kann. „Sie ist die Besondere, die Unverständliche, die Nicht-Leicht-Zu-Verstehende, eine Wissende. In einigen Sagen ist sie die femina Saga, die weise Frau.“ Erst mit der Industrialisierung in der Frühen Neuzeit wurde daraus das heutige Hexenbild konstruiert.

## Einstellung
Mit dem Abflauen der ostdeutschen Frauenbewegung seit Mitte der 1990er Jahre nahm auch das Engagement der Redakteurinnen der Zaunreiterin ab. Es gab immer wieder personelle Wechsel in der Redaktion und letztendlich zu wenige Frauen, die sich engagierten. Die letzte Ausgabe der Zeitschrift erschien 1995.